# Nepomuki Szent János-zarándoktemplom
A Žďár nad Sázavou városa melletti Zelená horán, azaz „Zöld-hegyen” található Nepomuki Szent János-zarándoktemplom Jan Blažej Santini-Aichel barokk építész legnagyobb művei közé tartozik. Santini remekművét 1994-ben az UNESCO a világörökség részévé nyilvánította.
A templom barokk és gótikus stílusban épült. A templom építése 1719–1722 között zajlott az akkori ciszterci apát, Václav Vejmluva megrendelésére. Az építkezés célja elsősorban Nepomuki Szent János közbenjáró vértanú-patrónus tisztelete volt. A helyszínt, ami tulajdonképpen egy füves magaslat, Václav Vejmluva nevezte el „Zöld hegynek” (azelőtt Fekete erdő, illetve Tövishegy volt a hely neve). A Zelená hora elnevezés Nepomuk hegyére emlékeztet, ahonnan a szent és az első žďári szerzetesek elindultak. Az épületet egészen a közelmúltig borókaerdő vette körül, ezt azonban kivágták, hogy a templom már messziről látható legyen, akárcsak építése idején.
A templomépület és a kerengő egységesen tervezett és kivitelezett építmény. Stílusa egyesíti a barokk és a gótikus jegyeket, ezzel egyértelműen utal arra a korra, amikor Nepomuki János élt, tevékenykedett és mártírhalált halt. A templom konstrukciója a kör alakzaton alapul, mely többször ismétlődik; valamint az ötös számon, amely Nepomuki János öt csillagára utal, amik a legenda szerint a halott teste körül megjelentek. Santini az épületet szemmel láthatóan körvonalak meghúzásával konstruálta. Ehhez még bizonyos, ikonografikus jelentőségű számokat is használ. Alkotásaiban gyakran megjelenik a hármas, ötös, hetes és tizenkettes szám. A zöld hegyen az ötös mellett jelen van a Szentháromságra utaló hármas, azonkívül csillag formájában a hatos, ami szintén Szűz Mária jele, hiszen Nepomuki János Mária-tiszteletéről is ismert volt. A kerengőben felváltva öt háromszög alakú és öt ovális alaprajzú kápolna helyezkedik el. Így a templom konstrukciója a gótikus katedrálisok kórusának metszetére és annak működési rendszerére emlékeztet. A templom közepe azonban függőlegesen épült, ami szimbolikus jelentőségű. A falak emelkedése ugyanis a látogató tekintetét az égre emeli.
A templom belsejében az ovális oldalkápolnákat keskeny, tört keretelésű ablakok kötik össze a középső, henger alakú térrel. A középső teret egy hullámos kupola koronázza, melyet tíz pillér tart. Ahogy többi épületénél, Santini itt is kihasználta a fény adta lehetőségeket. Így nyílik lehetőség a fény barokk értelmezésére, Isten jelenlétének jelképeként. Ezért beszélhetünk „szakrális fényről”. A templombelső megvilágításának sokfélesége különös ellentmondást mutat. Míg a templom középső része közvetett megvilágítást kap, a „félreeső” helyek fényárban fürdenek. Ez a fény a templom középső részébe azokon az üvegablakokon át jut el, amelyek a falak azon részére lettek elhelyezve, ahol szabály szerint támpilléreknek kellene állniuk. Ez az ellentét, amit még az ugyanezeken a falakon látható, a fal és a boltív között paradox kapcsolatot mutató stukkódíszítés is hangsúlyoz, azt a benyomást kelti a látogatóban, hogy a fal csupa csigaház, és az épületet a fény hozza létre és tartja. A templom egészében véve egy ereklyetartó, melyben Nepomuki János nyelvét őrzik relikviaként.
A főoltár a keleti oldalon, a legfelső karzatszintig emelkedő árkádívben helyezkedik el. Az oltár csúcsa egészen a második emeleti galéria korlátjáig ér. A főoltárt öt angyal veszi körül (számuk ismét Nepomuki Jánosra utal). Ezek – a négy evangelistával együtt – Jan Pavel Čechpauer chrudimi szobrász alkotásai, és 1725–1727 között készültek. A főoltár angyalai közül három a mennyországot jelképező gömböt tart, amit szintén öt csillag ékesít. A gömbön áll Nepomuki Szent János szobra, Řehoř Theny alkotása. Ő készítette a másik Nepomuki Szent János-szobor talapzatán látható reliefeket is. Ez utóbbi ezüstszobrot 1729-ben öntötte J. Diesbach prágai aranyműves, azonban ez sajnos 1784 után eltűnt. Santini nem véletlenül választotta épp Thényt a szobor elkészítéséhez. Thény művei sok közöset mutatnak Matthias Bernhard Braun alkotásaival (mivel nála tanulta a mesterséget), Santini pedig gyakran dolgozott együtt Braunnal, akinek szobrászati nyelvezete nagyon megfelelt Santini elképzeléseinek.
A templomot tíz körcikkből álló alaprajz szerint épült kerengő veszi körül, amelyet öt ötszög alakú kápolna és öt kapu választ el. A kápolnák tetejét eredetileg öt pilon tartotta, amelyek szintén a fény fontosságát hirdették, és az örökkévalóságot szimbolizálták. A kerengő kápolnáiban imádkozhattak a zarándokok, és ezek meg is védték őket az időjárás viszontagságaitól.
A 18. század végén minden leégett, a teljes pusztulás fenyegette a helyet. Szerencsére a helyi lakosságnak sikerült gondoskodni a hely megóvásáról, és így megmentették azt az utókornak. A templomhoz a 19. század óta temető is tartozik, azonban ma már nem temetkeznek ide; és az utóbbi években átköltöztették annak érdekében, hogy az ambitusok visszanyerhessék eredeti barokk belsőjüket.

## Fényképek

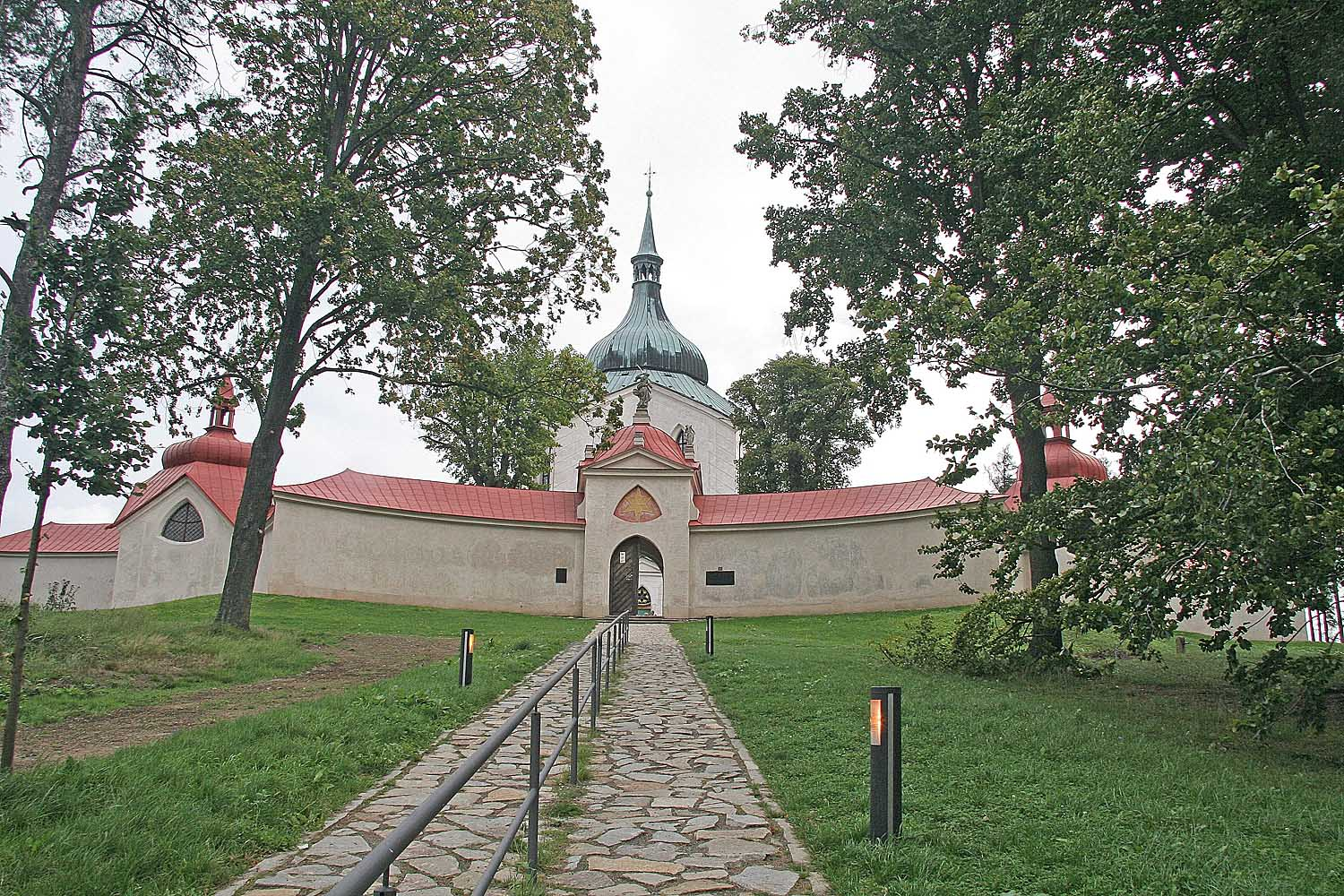
A zarándoktemplomhoz vezető ösvény
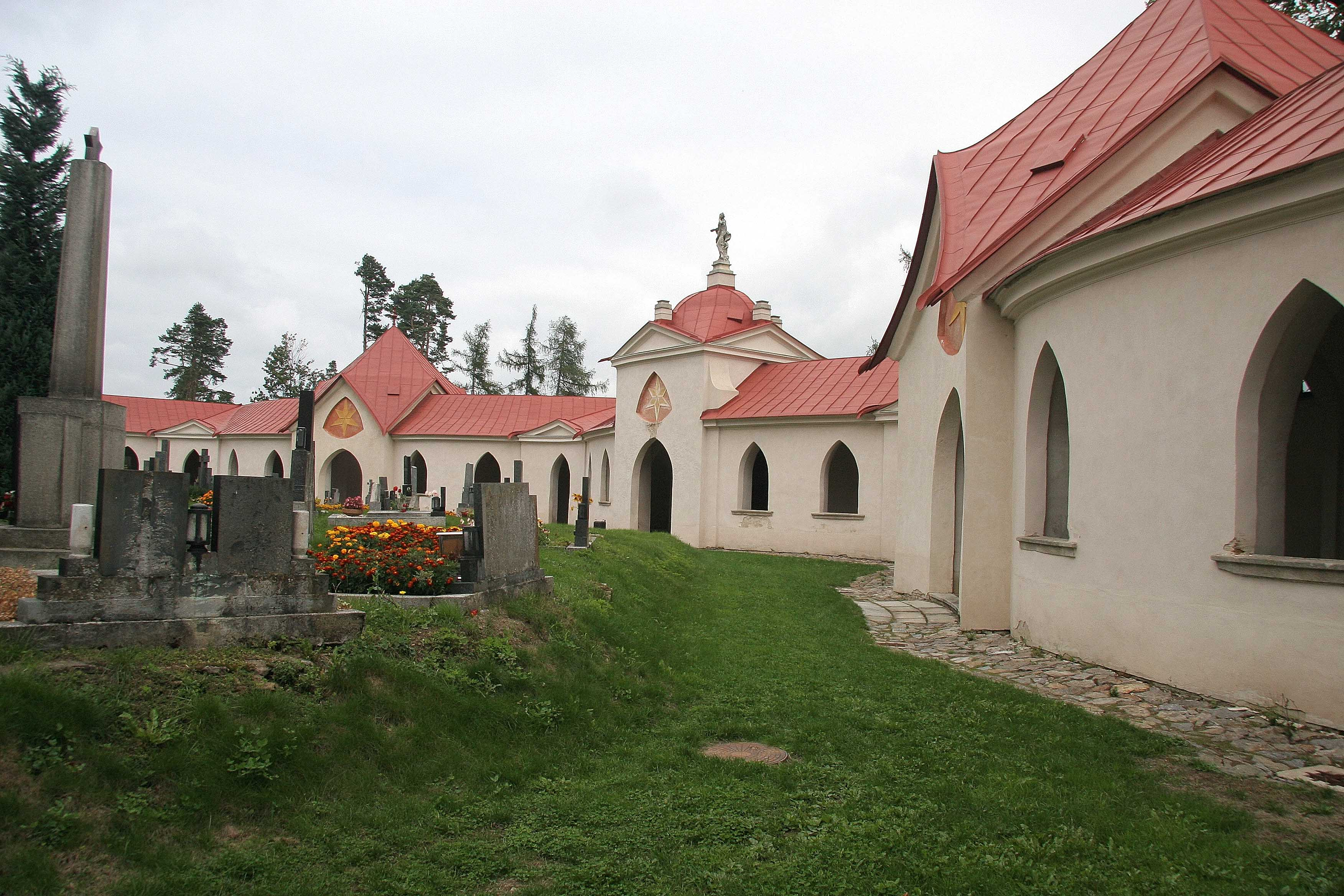
A templomkerengő részlete
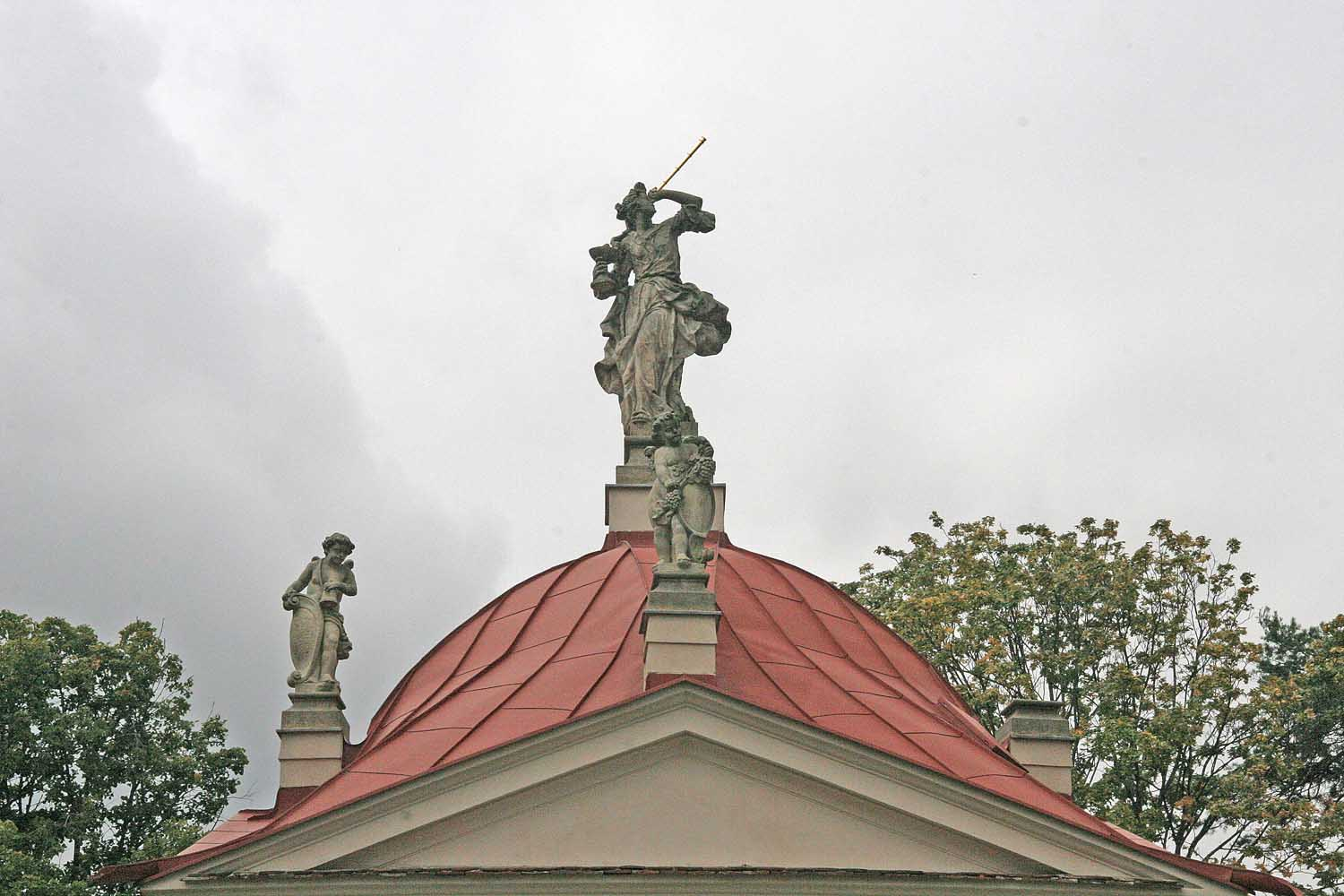
Az egyik kápolna szobra
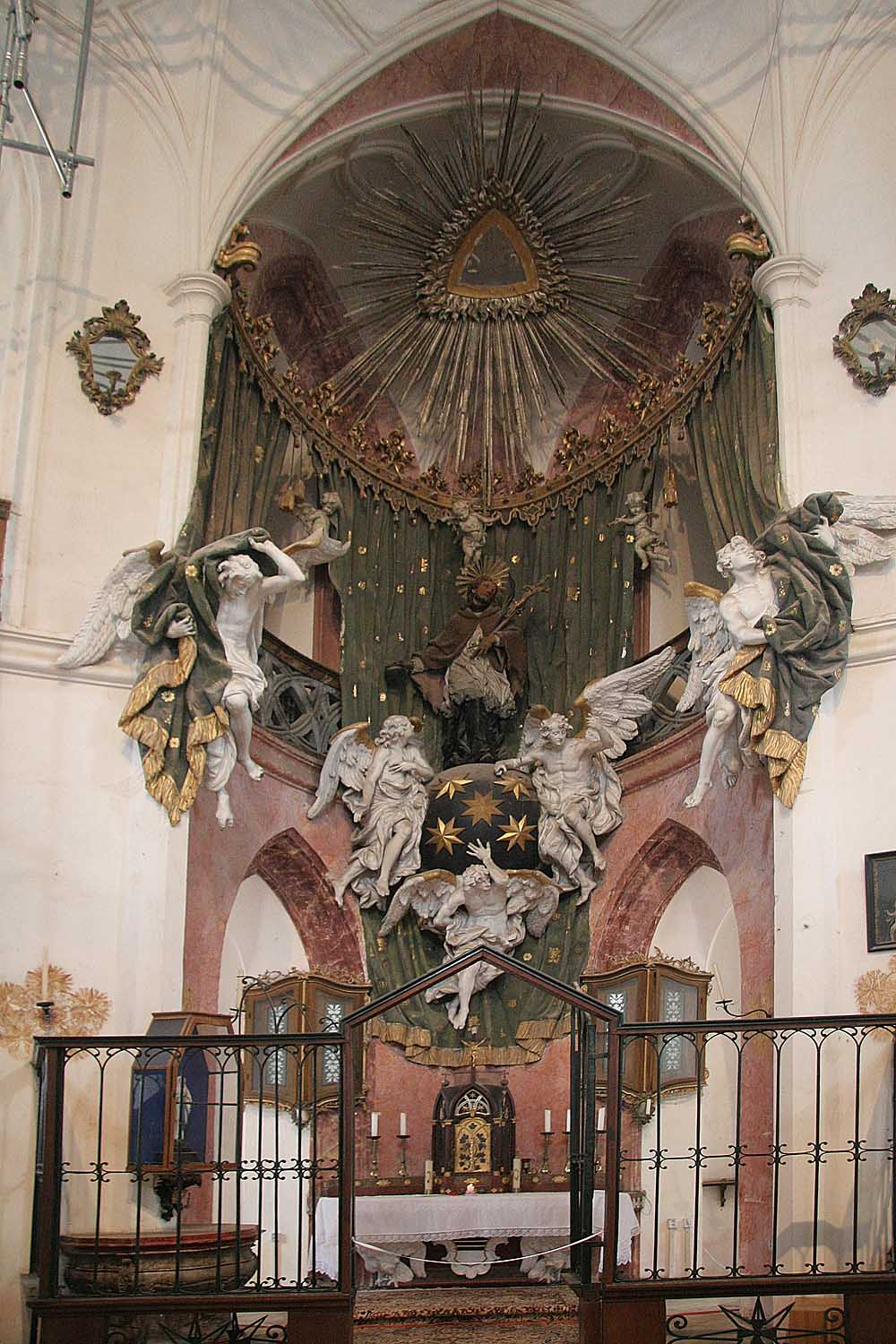
Főoltár
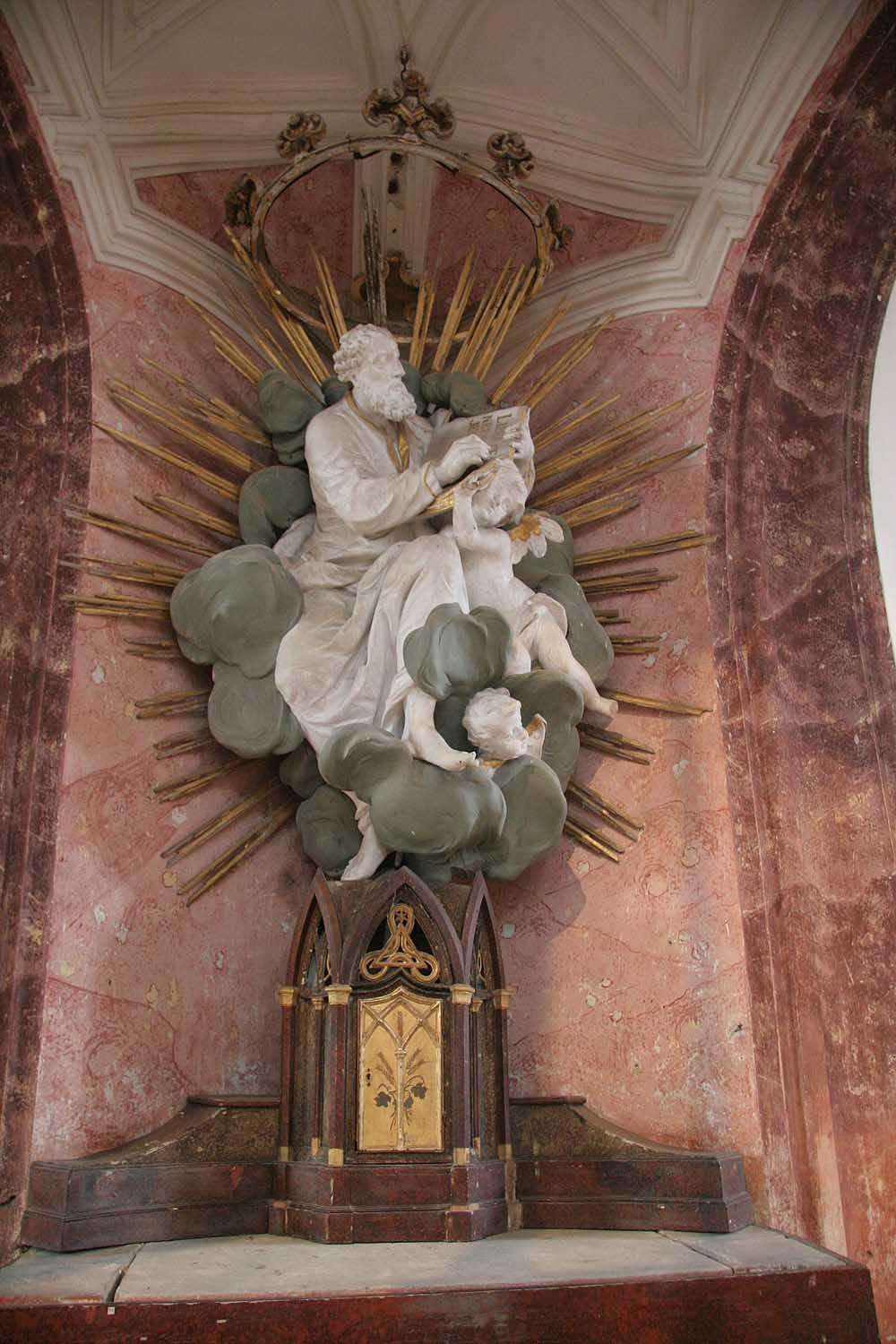
Szent Máté evangélista
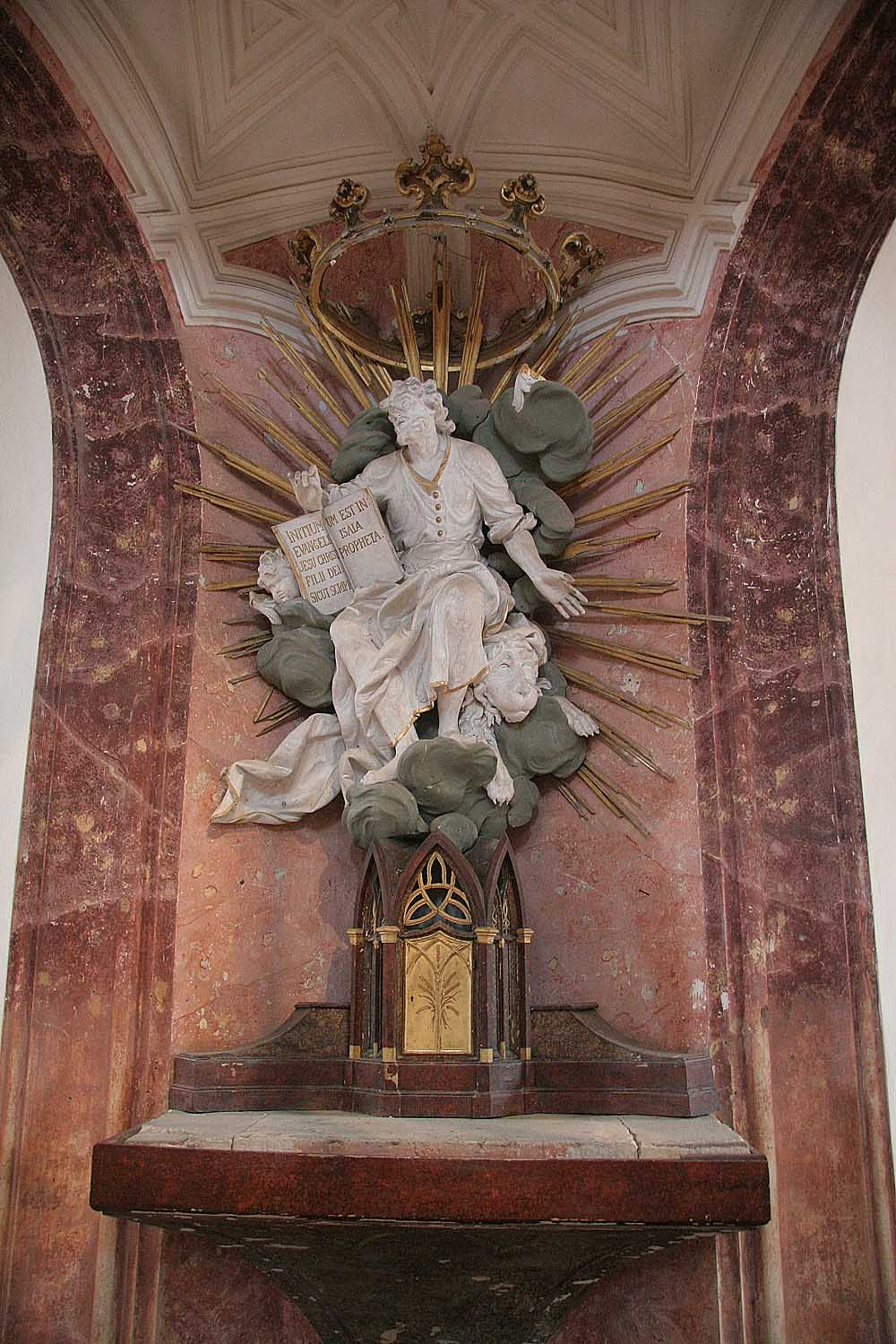
Szent Márk evangélista
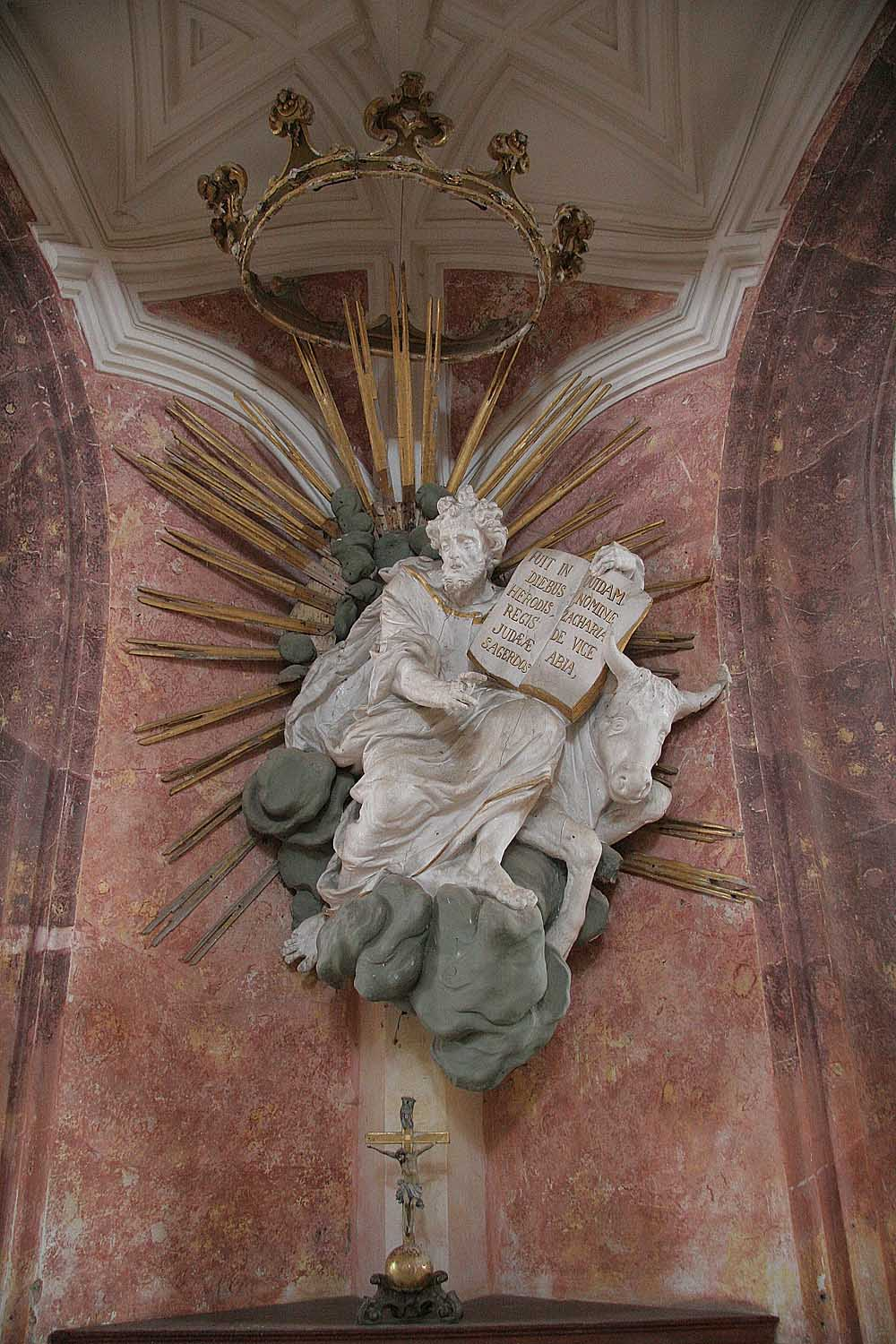
Szent Lukács evangélista
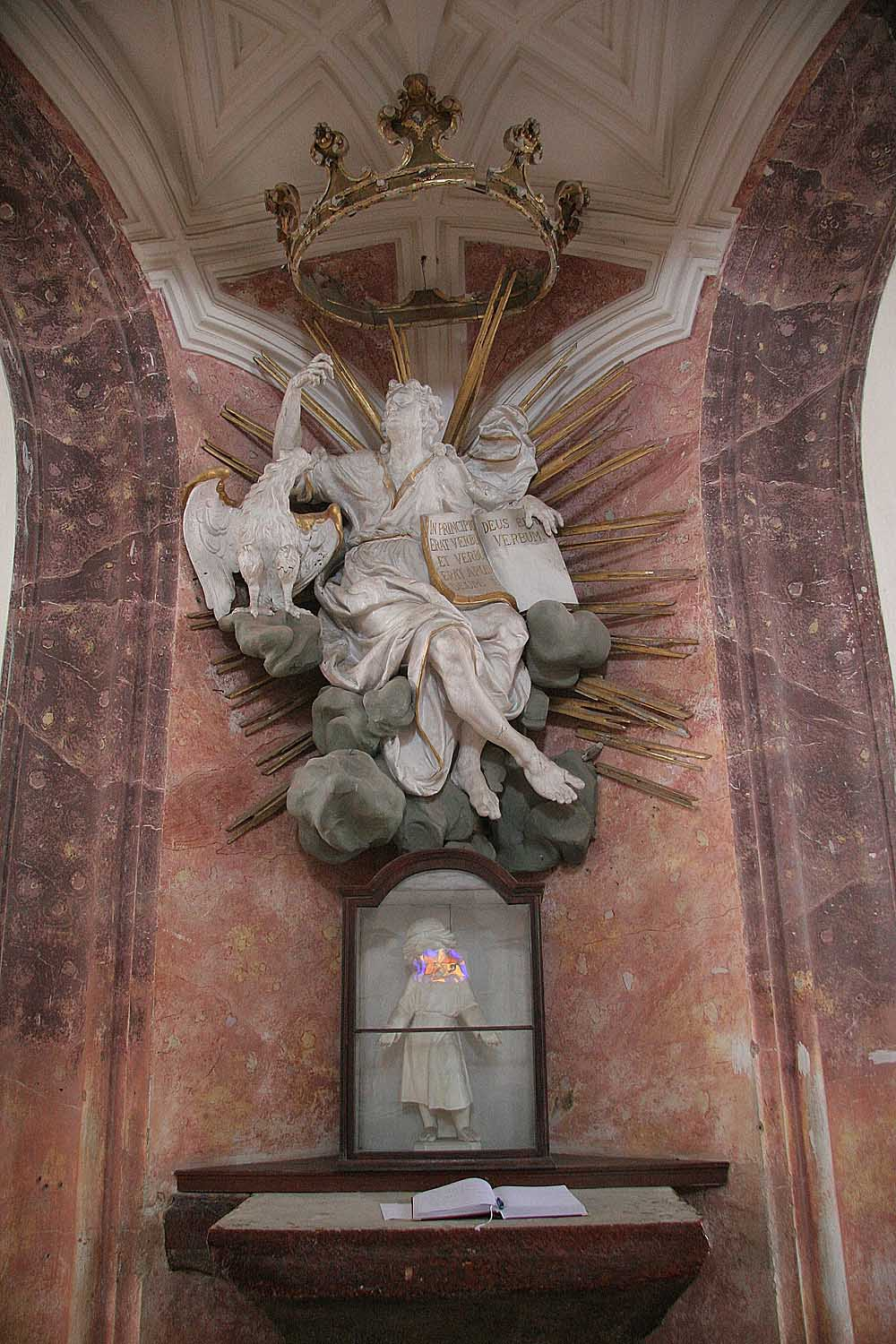
Szent János evangélista

## Fordítás
- Ez a szócikk részben vagy egészben  a   Kostel svatého Jana Nepomuckého (Žďár nad Sázavou) című cseh Wikipédia-szócikk ezen változatának fordításán alapul.  Az eredeti cikk szerkesztőit annak laptörténete sorolja fel. Ez a jelzés csupán a megfogalmazás eredetét és a szerzői jogokat jelzi, nem szolgál a cikkben szereplő információk forrásmegjelöléseként.